# Spider-Man

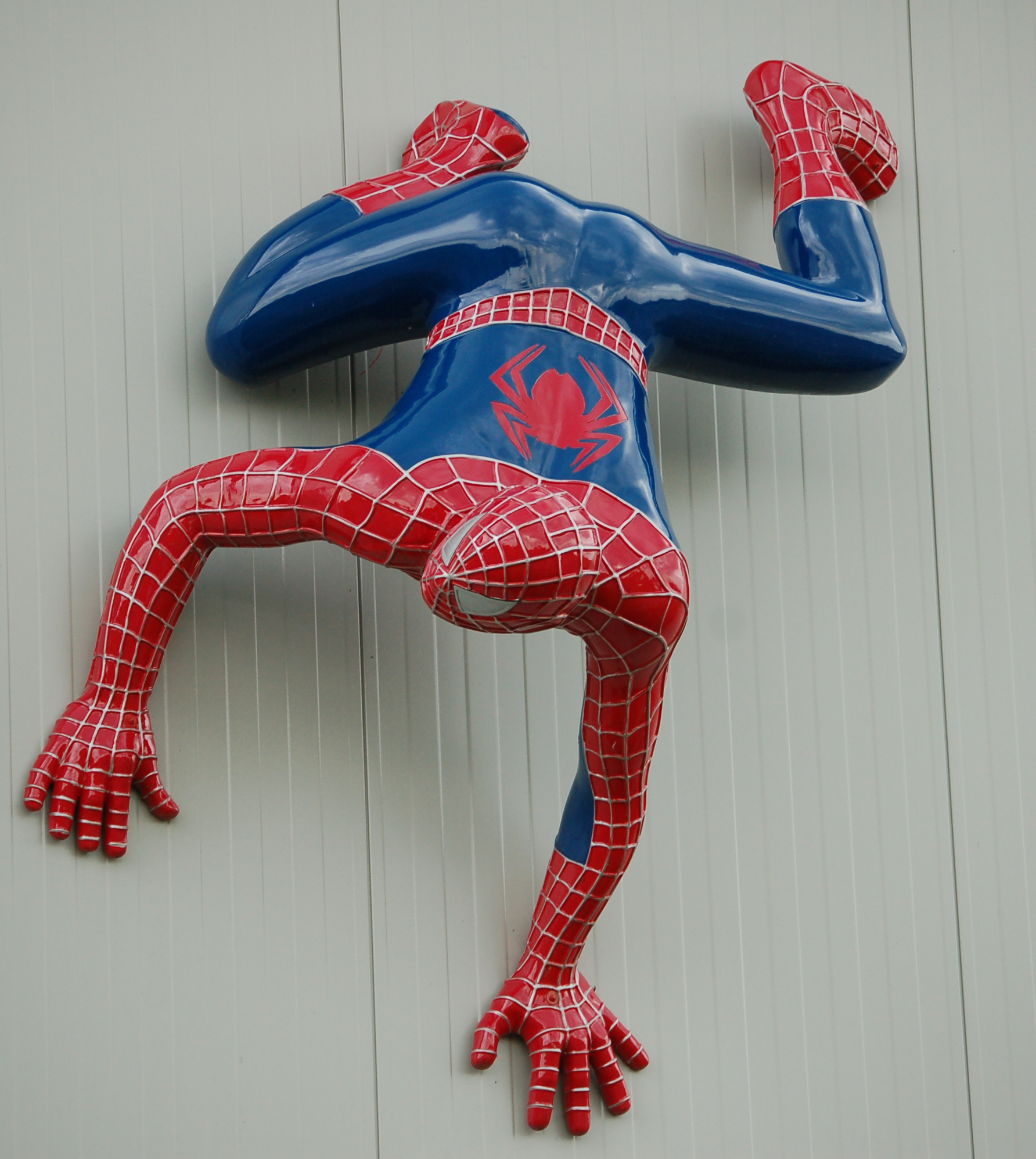
Spider-Man-Figur

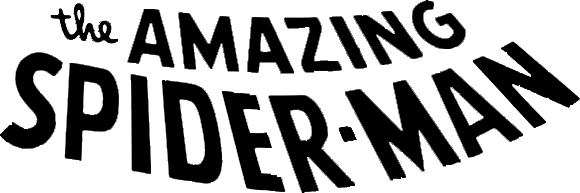
Logo der Comicserie

Spider-Man (Englisch für „Spinnenmann“) (im Original: The Amazing Spider-Man, zu deutsch früher: Die Spinne) ist eine Comicfigur in einer Reihe von Marvel Comics. Spider-Man wurde von Stan Lee und Steve Ditko geschaffen. Sein erster Auftritt war in Amazing Fantasy Nr. 15 im August 1962.
Spider-Man ist eine der zentralsten Comicfiguren des Marvel Verlags. Im deutschsprachigen Raum war Spider-Man seit seiner Einführung die meiste Zeit der erfolgreichste Marvel-Charakter.
Auf der einen Seite ist er ein Superheld mit speziellen Fähigkeiten, andererseits hat er mit den Mühen und Problemen des Alltags zu kämpfen. Peter Benjamin Parker alias Die Spinne wird als Waisenkind von seinem Onkel Ben und seiner Tante May aufgenommen.

## Geschichte

### 1960er-Jahre

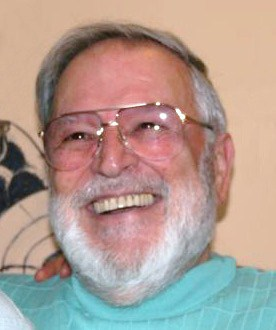
John Romita senior gilt als einer der wichtigsten Spider-Man-Zeichner

Die Figur des Spider-Man stammt aus der Zeit, in der Marvel Comics sich auf das Superhelden-Genre zu konzentrieren begann. Nachdem Marvel-Autoren Stan Lee und Jack Kirby bereits Figuren erschaffen hatten, die jeweils Astronauten (Die Fantastischen Vier, Debüt im November 1961) bzw. Wissenschaftler (Hulk, Mai 1962) gewesen waren, wollte Lee nun einen „ganz normalen Teenager“ nehmen. Da die Fantastischen Vier bereits über Elementarkräfte und der Hulk über Superstärke verfügten, entschied man, der neuen Figur Tierkräfte zu geben. Er wählte die Spinne aus, etablierte, dass der neue Held in seiner Zivilidentität unbeliebt sei, und nannte ihn Spider-Man. Marvel-Chef Martin Goodman war skeptisch, da Spider-Man gegen drei ungeschriebene Gesetze verstieß: Erstens waren jugendliche Superhelden damals meist Sidekicks von erwachsenen Mentoren (z. B. Robin für Batman), zweitens hatte Spider-Man keine glamouröse Superkraft (Goodman war besorgt, dass die Leser mit Angst vor Spinnen den Comic meiden würden), und drittens war der Verleger davon überzeugt, dass die Leser niemals einen Comic mit einem „Verlierertypen“ kaufen würden. Lee überzeugte Goodman, Spider-Man in der Reihe Amazing Fantasy debütieren zu lassen, die sowieso kurz vor dem Aus stand. Ursprünglich plante Lee, dass Jack Kirby die neue Figur zeichnen sollte. Doch nachdem Kirby sechs Probeseiten abgeliefert hatte, in denen Spider-Man „zu heroisch“ dargestellt wurde, entschied er sich, den eher zurückhaltender zeichnenden Steve Ditko mit dieser Aufgabe zu betrauen. Welchen Anteil Lee, Kirby und Ditko jeweils an der Erschaffung von Spider-Man hatten, ist bis heute Gegenstand von Kontroversen.
Spider-Man debütierte in Amazing Fantasy #15 (August 1962). In diesem Comic wird Peter Parker als schmaler, Brillen tragender Waise dargestellt, der von seiner betagten Tante May und ihrem Mann Ben aufgezogen wird. Peter gilt an seiner Midtown High School trotz (oder wegen) seines Wissenschaftstalents als Nerd, der sowohl vom Klassenbully Flash Thompson als auch von seinem Schwarm Liz Allen als „Bücherwurm“ verhöhnt wird. Beim Besuch eines Forschungslabors wird Peter von einer radioaktiv verseuchten Spinne gebissen und erlangt Spinnenkräfte (d. h. Haftung an Wänden, übermenschliche Körperkräfte, Koordination, Sinnesschärfe). Er entwirft Netzsprüher, die er an seinen Handgelenken trägt, ein blau-rotes Spinnenkostüm, und nennt sich Spider-Man. Nachdem er als Wrestler Geld verdient, lässt er einen flüchtenden Dieb laufen, da ihn „das nichts angeht“. Wenig später wird Onkel Ben erschossen, und als Peter den Mörder sieht, ist er erschüttert zu bemerken, dass es sich genau um jenen Dieb handelte, den er davonlaufen ließ. Von Gewissensbissen geplagt, verschreibt er sich dem lebenslangen Kampf gegen das Unrecht, denn „aus großer Kraft folgt große Verantwortung“. Dieser Satz, der in Amazing Fantasy #15 aus dem Off kommt, wurde später innerhalb der Marvel-Welt Onkel Ben zugeschrieben.
Amazing Fantasy #15 war ein unerwarteter Verkaufserfolg und trug dazu bei, dass Spider-Man in Amazing Spider-Man #1 (März 1963) in seiner eigenen Reihe debütierte. In den frühen Abenteuern besiegt Spider-Man genretypisch den „Schurken des Monats“, wobei bereits in den ersten Ausgaben beliebte Superschurken wie Chamäleon (Debüt in Amazing Spider-Man #1), Geier (#2), Doktor Oktopus (#3), Sandman (#4), Echse (#6), Electro (#9), Mysterio (#11), Grüner Goblin (#14) oder Kraven (#15) erfunden wurden, die Spider-Man oft in den nächsten Jahrzehnten bekämpfte. Ditko und Lee bauten als immer wiederkehrende Problematiken ein, dass Spider-Man nie die Anerkennung für seine Taten bekommt, und sich als Peter Parker stets mit Schulproblemen, Liebeskummer und der Sorge um seine verwitwete, herzkranke Tante May auseinandersetzen muss. Diese damals ungewöhnlichen Themen trugen zur wachsenden Beliebtheit und zu einem hohen Identifikationsfaktor unter der Leserschaft bei. Ein weiterer Faktor war das Lokalkolorit, da Spider-Mans Abenteuer meist in New York City spielten, im Gegensatz zu z. B. Batman sowie Superman, die in den fiktiven Städten Gotham City bzw. Metropolis gelagert sind.

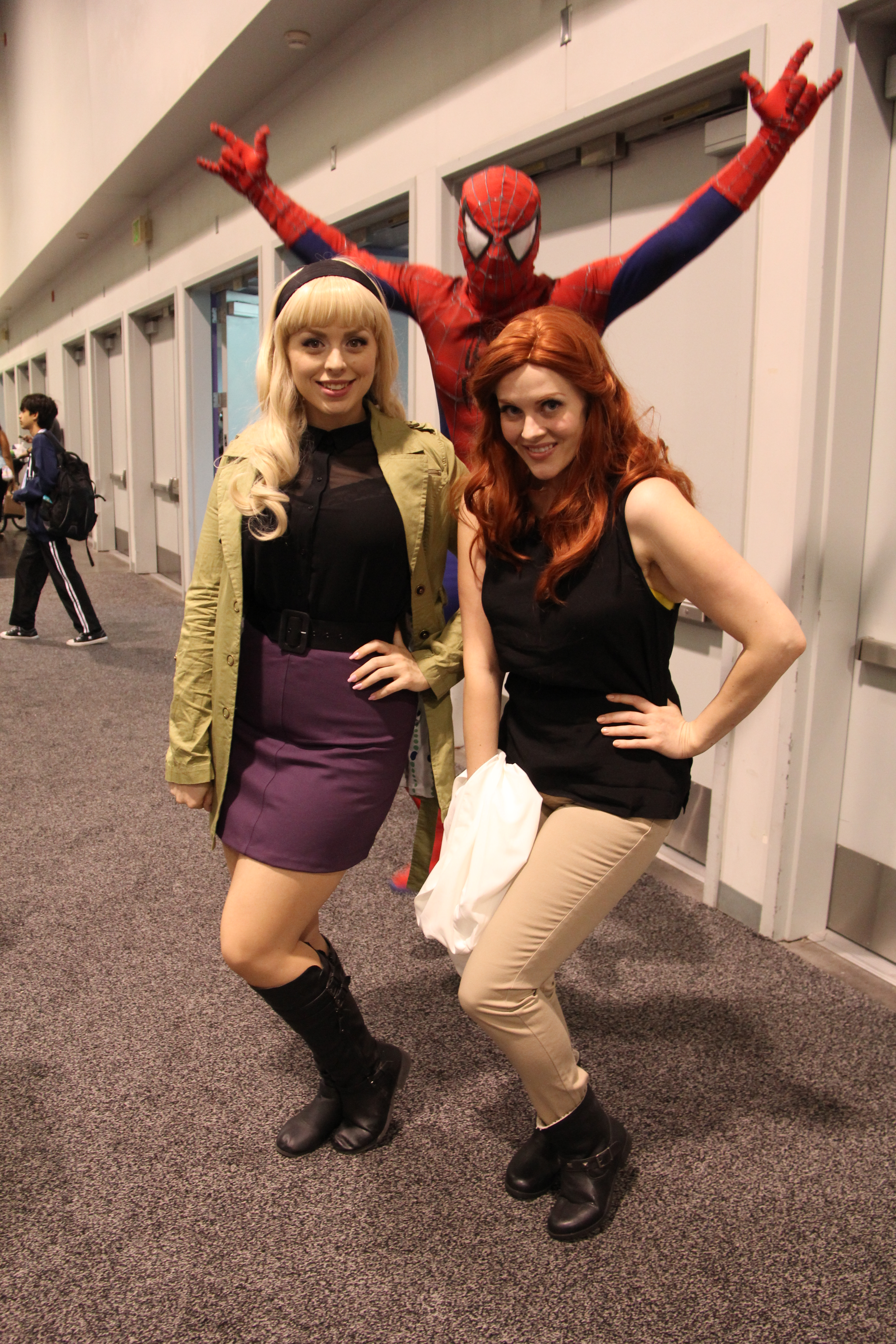
Cosplayer als Gwen Stacy (l.), Spider-Man (m.) und Mary Jane Watson (r.)

Als Nebenfiguren wurden der Spider-Man hassende Zeitungsboss J. Jonah Jameson eingeführt, seine besonnene rechte Hand Robbie Robertson (eine der ersten afroamerikanischen Figuren bei Marvel) und die Sekretärin Betty Brant, die Peters erste Liebe wurde. Bald kam die selbstbewusste Nachwuchsschauspielerin Mary Jane Watson hinzu, deren erster Satz „face it tiger, you just hit the jackpot“ (Gib es zu, Tiger, du hast gerade den Jackpot geknackt) eines der bekanntesten Spider-Man-Zitate ist. In dieser Periode etablierten Ditko und Lee mehrere Gegensätze im Verhältnis zwischen Peter Parker und Spider-Man. Erstens war Peter in seiner Zivilidentität schüchtern und zurückhaltend, aber als Spider-Man ein Sprüche klopfender Heißsporn. Zweitens verhöhnte Flash Peter als Nerd, war aber Spider-Mans größter Fan. Drittens hasste J.J. Jameson Spider-Man, zahlte aber Peter Geld, um an Fotos von ihm zu kommen. Viertens hatte Spider-Man großartige Superkräfte, beugte sich aber zu Hause bedingungslos seiner gebrechlichen Tante May.
Als Ditko und Lee Peter Parker 1965 seine High School abschließen ließen und als Student zur fiktiven Empire State University schickten, führten sie weitere Figuren ein, u. a. seinen Zimmergenossen Harry Osborn, dessen zwielichtigen Milliardärsvater Norman Osborn (der insgeheim der Superschurke Grüner Goblin ist), sowie die kluge, schöne Mitstudentin Gwen Stacy, Tochter des Polizeioffiziers George Stacy. Kurz darauf beendete Ditko nach persönlichen Differenzen die Zusammenarbeit mit Lee. Als Ersatz verpflichtete Lee den neuen Zeichner John Romita senior. In einer Zeit, in der Peter Parker in den Comics einen neuen Lebensabschnitt begann, zeichnete ihn Romita nicht mehr länger als blassen Strebertypen, sondern als attraktiven jungen Mann, und Spider-Man mit der physischen Präsenz eines gestandenen Superhelden. Romitas Interpretationen gelten bis heute als die „ultimativen“ Versionen der Figur.

### 1970er-Jahre
Im Jahre 1971 wurde die Spider-Man-Story Green Goblin Reborn! (Storyline Amazing Spider-Man #96–98) veröffentlicht, in der zum ersten Mal die negativen Folgen von Drogenkonsum dargestellt wurden. Dies stand im Gegensatz zum damals geltenden Comics Code, aber Autor Stan Lee bestand auf dieser sozialkritischen Story und nahm in Kauf, dass der Comic als „jugendgefährdend“ bezeichnet werden konnte. Die Story war sowohl bei Fans als auch Kritik ein Erfolg und trug dazu bei, dass der Comics Code später abgeschafft wurde.
1972 übergab Lee die Autorenschaft von Spider-Man an den damals gerade erst 20 Jahre alten Gerry Conway. Eine von Conways ersten Handlungen war es, Peter Parkers Freundin Gwen Stacy zu töten. Hintergrund war, dass sich Zeichner John Romita, Editor Roy Thomas und er einig waren, dass ihre Charakterentwicklung nach damaligen Maßstäben ausgereizt war. Hätte ihr Peter seine Geheimidentität offenbart und sie geheiratet, fürchteten sie, keine glaubwürdigen Abenteuer mit Spider-Man mehr machen zu können. Somit verfassten sie Amazing Spider-Man #121 (Juni 1973), in denen der Grüne Goblin Gwen eine Brücke herunterwirft, und Spider-Man beim Versuch, sie mit einem Spinnennetz zu retten, ihr aus Versehen das Genick bricht. Die Story etablierte den Grünen Goblin als Spider-Mans Erzfeind, verschlimmerte Peters Schuldgefühle (nach Onkel Bens Tod gab er sich nun auch an Gwens Ableben die Schuld), und gilt bis heute als einer der schockierendsten Momente der US-Comicgeschichte.
In den 1970er-Jahren wurden in Spider-Man verstärkt sozialkritische Themen verarbeitet. Neben den Risiken von Drogenkonsum waren es Studentenproteste, die Bürgerrechtsbewegung und der Vietnamkrieg. Dies spiegelte sich u. a. in der Wandlung von Flash Thompson wider, der in die U.S. Army eintrat und nach Vietnam ging. Ebenfalls änderte sich die Rolle von Mary Jane Watson, die zuvor mit Harry Osborn zusammen gewesen war, und nun (trotz harter Konkurrenz durch Spider-Mans Superheldenkollegin Black Cat) Peters Freundin wurde. Zudem wurde die erste Spin-off-Serie eröffnet, Spectacular Spider-Man (1976). Während die Flaggschiffserie Amazing Spider-Man den Kampf gegen Superschurken fokussierte, konzentrierten sich die Geschichten in Spectacular auf sozialkritische Themen wie Straßenkriminalität, Drogenhandel und Korruption.

### 1980er-Jahre
In den 1980er-Jahren wurde Spider-Man optisch verändert. Hatte er seit 1962 an immer ein rot-blaues Kostüm getragen, so verschmolz er 1984 in der Marvel-Crossover-Serie Secret Wars mit einer außerirdischen schwarzen „Symbiontenmasse“, so dass er mehrere Jahre lang ein schwarzes Kostüm trug. Zudem kam Mary Jane hinter seine Geheimidentität, was ihre Beziehung erheblich belastete. In diesem Jahrzehnt wurden mehrere von Fans und Kritikern gelobte Geschichten verfasst: in The Death of Jean DeWolff (1985) von Autor Peter David ermordet ein Psychopath eine von Peters Vertrauten, worauf nur Daredevil verhindern kann, dass Spider-Man den Superschurken umbringt, in Kravens Last Hunt (1987) von Jean Marc DeMatteis begräbt Kraven Spider-Man lebendig, massakriert jeden Kriminellen, der Spider-Man nicht besiegen konnte, und richtet sich am Ende selbst, und in The Wedding (1987) heiraten Mary Jane und Peter schließlich. Zudem wurde etabliert, dass Spider-Mans Symbiontenmasse ein Parasit war, der ihn langsam auffraß. Nachdem Spider-Man sein eigenes Kostüm nach hartem Kampf besiegt hatte, trug er nach längerer Zeit wieder rot-blau anstelle von schwarz. Die Masse suchte sich einen neuen Wirt namens Eddie Brock, der der Superschurke Venom wurde (1988).

### 1990er-Jahre

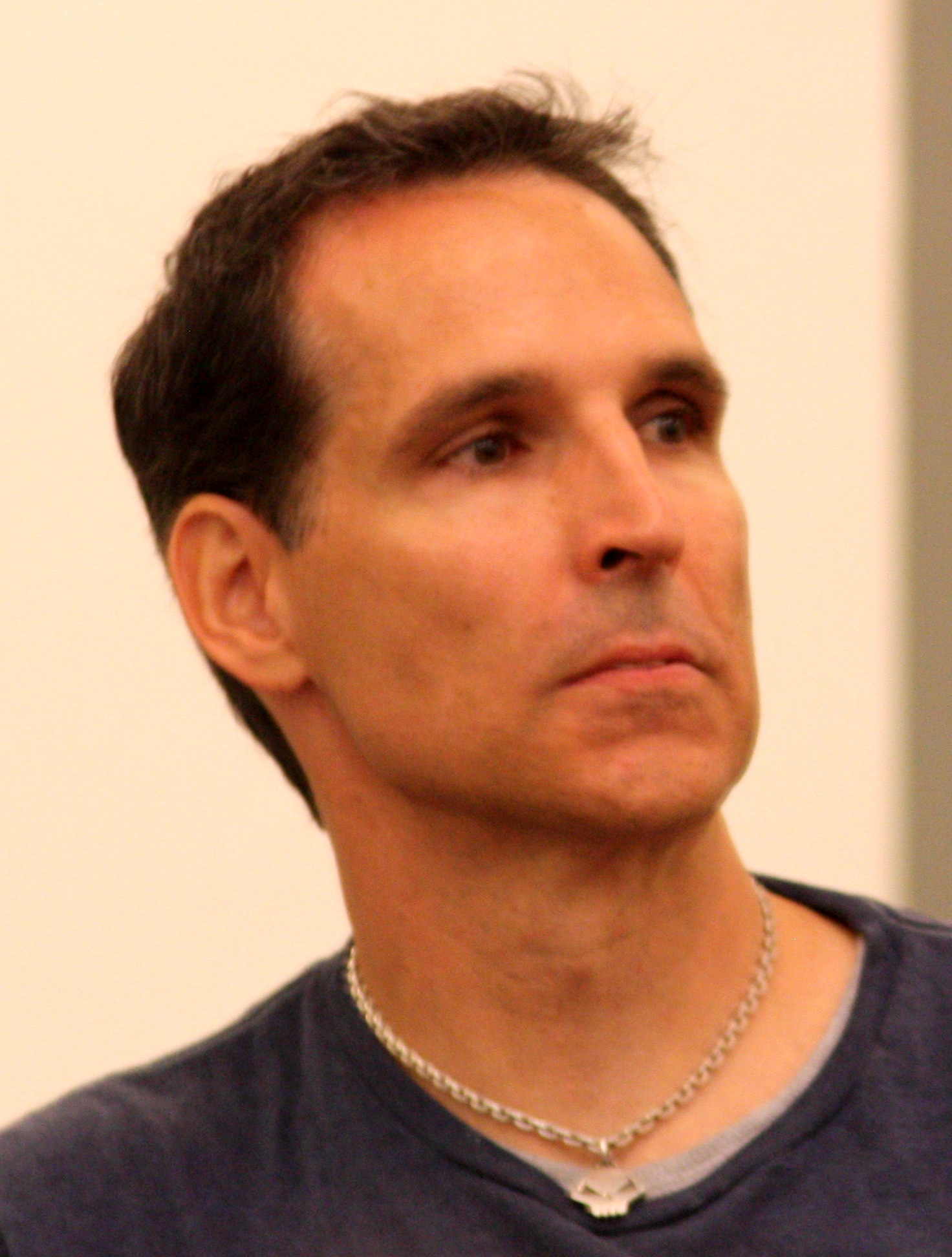
Todd McFarlane zeichnete mit Spider-Man #1 (1992) eines der verkaufsstärksten Comics der 1990er-Jahre.

Die 1990er-Jahre verliefen sowohl für Spider-Man als auch für Marvel Comics selbst chaotisch. Mit dem neuen Zeichner Todd McFarlane verkaufte sich Spider-Man #1 (1990) in der Zeit der Comic-Spekulationsblase 2,5 Millionen Mal. 1992 verließ McFarlane Marvel und stieg bei Image Comics ein, und zudem stand Marvel selbst aufgrund von Missmanagement kurz vor dem Bankrott. In dieser Zeit wurden viele Storys verfasst, in denen sich Spider-Man mit den Spinnen-Superschurken Venom und Carnage (Debüt 1991) auseinandersetzen musste. Zudem erschuf Autor Howard Mackie die sog. Klon-Saga, in der etabliert wurde, dass Peter Parker angeblich nur ein Klon des „wahren“ Spider-Mans namens Ben Reilly sei. Das kreative und finanzielle Durcheinander führte dazu, dass Mackie ermutigt wurde, immer mehr Cliffhanger und Schockeffekte einzubauen, um die Verkaufszahlen zu fördern. Kritisiert wurde die zunehmende Reduzierung von Mary Jane auf die Rolle eines Supermodels mit üppigen Kurven, die außer Fanservice nur noch wenig zur Story beitrug. Immer mehr Spider-Man-Klone wie Kaine oder Carnage wurden etabliert, Mary Jane wurde schwanger und verlor ihr Kind, und Peter Parker gab mehrfach das Superheldentum auf, blieb aber nie dabei, und die Reaktion von Fans und Kritik war negativ. Hierunter fiel der Umgang mit Tante May, die in der Story The Gift (Amazing Spider-Man #400, 1995) scheinbar einen würdigen Tod stirbt – bis Mackie etablierte, dass es sich hierbei nur um eine „genetisch veränderte Doppelgängerin“ handelte, und die echte Tante May noch lebte. Selbst nachdem die Klon-Saga endete und Peter Parker wieder als Spider-Man etabliert war, war die Comicfigur angeschlagen.

### 2000er-Jahre
In diesem Jahrzehnt wurde das Bild von Spider-Man maßgeblich von der erfolgreichen Filmreihe von Sam Raimi und Avi Arad bestimmt, in denen Tobey Maguire den Titelhelden verkörperte. Parallel wurde die Reihe Ultimate Spider-Man mit zeitgemäßen Versionen der etablierten Charaktere eingeführt, so dass neue Leser einsteigen konnten, ohne 40 Jahre Vorwissen mitbringen zu müssen. In dieser Version, die von Autor Brian Michael Bendis verfasst wurde, waren Tante May und Onkel Ben Hippies, wurde Peter von einer genetisch veränderten anstelle einer radioaktiv verstrahlten Spinne gebissen, und er war von Anfang an mit Mary Jane, Liz, Flash, Harry und später Gwen in derselben Schulklasse. Diese hipperen Interpretationen wurden vielfach gelobt. Auch bei der Hauptreihe Amazing Spider-Man sorgte Autor J. Michael Straczynski für eine spürbare Verbesserung. 2002 verfasste er die Story The Conversation, in der Tante May Peter als Spider-Man enttarnt. Als sie wissen will, warum er sie so lange belogen hat, erzählt der beschämte Peter alles über seine Geheimidentität, gesteht ihr die Episode mit dem Dieb und will alle Schuld für Bens Tod auf sich nehmen, doch sie lässt ihn nicht: Wenn sie sich nicht vorher mit Ben „über etwas völlig Sinnloses“ gestritten hätte, hätte er nie das Haus verlassen, und der Dieb hätte ihn nicht erschossen. Beide verzeihen sich gegenseitig, und somit schließt Spider-Man Frieden mit seiner größten Verfehlung. Im Zuge des Marvel-Crossovers Civil War (2006) ließ Autor Mark Millar Peter Parker zudem seine Geheimidentität der Welt mitteilen, dies wurde aber ein Jahr später in der Story One More Day (2007) rückgängig gemacht. In dieser Storyline von Straczynski, an der Marvel-Chef Joe Quesada großen Einfluss hatte, stirbt Tante May nach einem Querschläger, doch dann bietet der Superschurke Mephisto (das Marvel-Äquivalent des Satans) Peter an, sich für sie zu opfern. Peter willigt ein, so dass Mephisto zwar Tante May wieder zum Leben erweckt, aber seine Ehe zu Mary Jane und alle Geschehnisse danach rückgängig macht. Somit war das Spider-Man-Universum quasi auf den Stand von 1987 zurückgesetzt, so dass u. a. keiner mehr die Geheimidentität von Spider-Man wusste. Ähnlich wie einst Gerry Conway, der 1972 Spider-Mans Freundin Gwen Stacy töten ließ, meinte Quesada dazu, dass die Heirat sowohl Peter als auch Mary Jane als Charaktere gebremst hätte. Diese Entscheidung wurde sowohl von Straczynski, der sich von der Story distanzierte, und von Fans als auch Kritik äußerst zwiespältig aufgenommen, da ein etablierter Superheld buchstäblich einen Teufelspakt eingegangen war.

### 2010er-Jahre
In den 2010er-Jahren kam es zu einem Relaunch der Spider-Man-Filme, in denen Andrew Garfield zwei Mal den Superhelden verkörperte. In den Comics etablierte Autor Dan Slott in der neuen Serie Superior Spider-Man, dass der sterbende Superschurke Doktor Oktopus sein Bewusstsein in Spider-Mans Gehirn transferiert und somit Peter Parkers Körper übernimmt. Doktor Oktopus widmet sich der Mission, ein „besserer Spider-Man“ zu sein als das Original, und ist sowohl als Superheld als auch in seiner Zivilidentität skrupelloser und effektiver. Slotts Storys wurden zunächst negativ gesehen, überzeugten aber Fans und Kritik durch den originellen Ansatz, Spider-Man nicht mehr länger als von Selbstzweifeln geplagten Grübler, sondern als arroganten Macho zu interpretieren. Nachdem Peter wieder seinen Körper übernimmt, bemerkt er, dass der Superschurke sowohl sein Geschäfts- als auch sein Privatleben völlig umgekrempelt hat, was nicht immer nachteilig war. Ebenfalls gelobt wurden der Comic Spider-Gwen, die eine alternative Zeitlinie beschreibt, in der nicht Peter Parker, sondern Gwen Stacy Spinnenkräfte erlangt, sowie das Aufkommen von Miles Morales, der nach dem Tod von Peter Parker im alternativen Universum von Ultimate Spider-Man der erste afroamerikanische Spider-Man wurde.
2015 kam es zu einem verlagsweiten Relaunch der Marvel-Serien („All-New, All-Different Marvel“), so dass u. a. das reguläre Marvel-Universum (Marvel-616) mit den Universen aus Ultimate Marvel (Marvel-1610) und Spider-Gwen (Marvel-65) verschmolzen wurde. Dies führte dazu, dass nun Peter Parker (616-Version), Miles Morales (1610-Version) sowie Gwen Stacy (65-Version) nach dem Relaunch in derselben Welt agieren, und Peter mit seinen Schuldgefühlen über seine Version von Gwen und Miles mit seinen Schuldgefühlen über seine Version von Peter zurechtkommen muss.
2017 erschien mit Spider-Man: Homecoming ein weiterer Kinofilm, der zum Marvel Cinematic Universe gehört. Marvel hatte zu diesem Zweck eine Vereinbarung mit Sony getroffen und das Recht erworben, die Figur in fünf Filmen auftreten zu lassen, an deren Gewinn Sony beteiligt ist. Ein von Tom Holland dargestellter Spider-Man war bereits 2016 in The First Avenger: Civil War zu sehen. Fortsetzungen erfolgten 2019 mit Spider-Man: Far From Home und 2021 mit Spider-Man: No Way Home.

## Fiktive Biografie

Spider-Man wacht über Koblenz

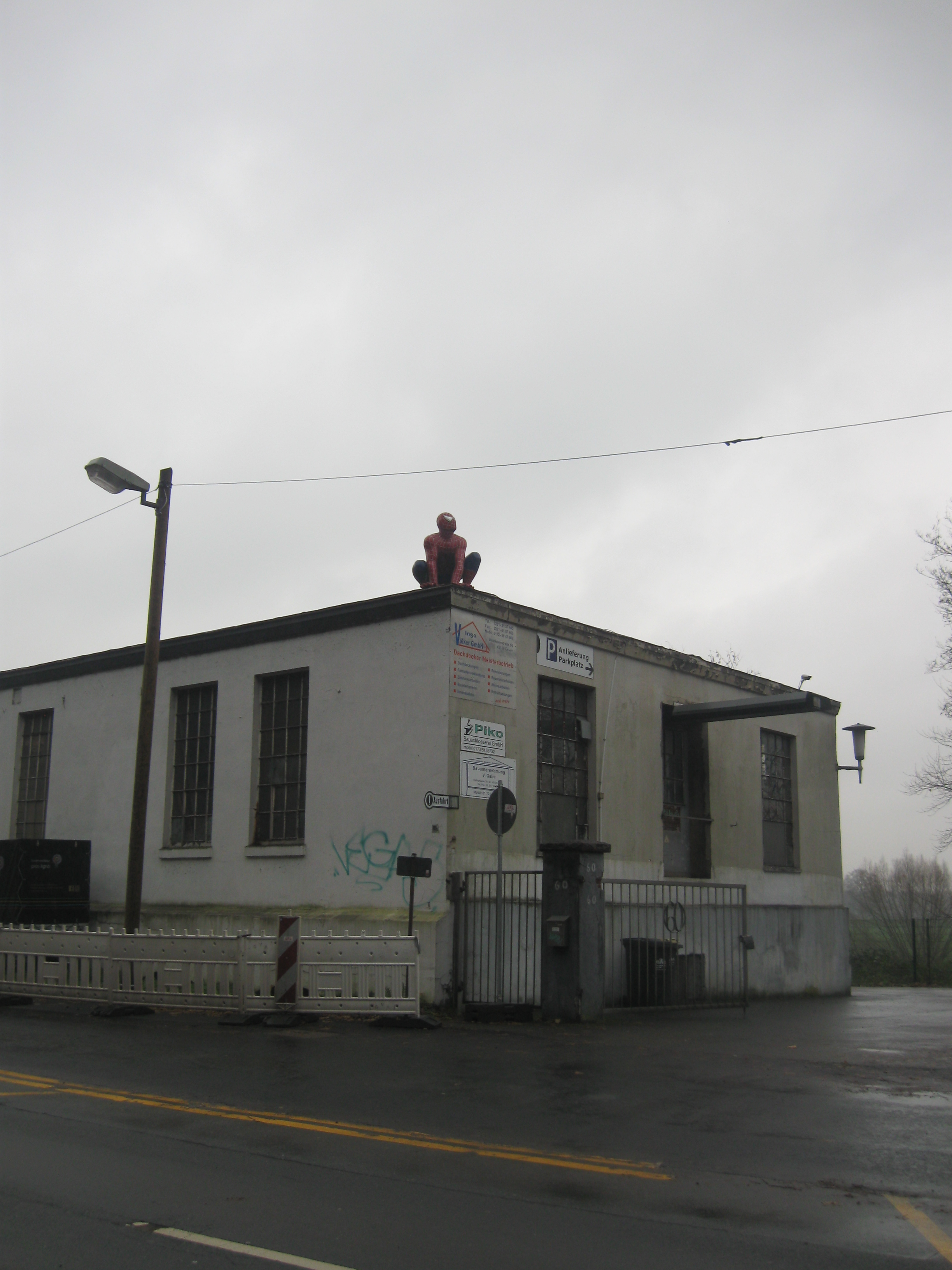
Spider-Man klettert über ein Dach in Essen

In Amazing Fantasy #15 (1962) wird die bis heute gültige Entstehungsgeschichte von Spider-Man beschrieben. Der Waise Peter Parker, der bei seiner betagten Tante May und seinem betagten Onkel Ben aufwächst, ist ein schüchterner, unbeliebter Nerd. Nach dem Biss einer radioaktiv verseuchten Spinne entwickelt er verschiedene Superkräfte: die proportional vergrößerte Kraft, die Geschwindigkeit und Wendigkeit einer Spinne, die Fähigkeit, Wände zu erklettern und einen „Spinnensinn“. Er nennt sich daraufhin Spider-Man, näht sich ein rot-blaues Kostüm mit Spinnenmotiven und erfindet „Netzdrüsen“ mit der dazugehörenden Netzflüssigkeit. Diese erlauben ihm, verschiedene Netze zu spinnen, von elastischen Tauen, an denen er sich von Haus zu Haus schwingt, stabilen Fangnetzen, oder Fesseln, um Verbrecher einzuschnüren. Zudem ist Spider-Man ein gewitzter Sprücheklopfer, was u. a. spätere Helden wie Deadpool inspirierte.
Als Peter in seinem Spider-Man-Kostüm als Wrestler Geld verdienen will, hält er einen flüchtenden Dieb nicht auf. Kurz darauf wird Peters Onkel Ben erschossen, und als Peter den Mörder stellt, erkennt er zu seinem Schrecken den Dieb, den er nicht stoppte. Fortan widmet er sich der Verbrecherjagd, und beherzigt stets Bens Motto: „Aus großer Macht folgt große Verantwortung“ (englisch: „With great power comes great responsibility“). Im Gegensatz zu anderen Superhelden wie Superman oder Batman ist somit weder Edelmut noch Rache, sondern Schuldgefühl der Hauptgrund für Spider-Mans Verbrecherjagd.
Nach Abschluss der High School (1965) studiert Peter an der fiktiven Empire State University, freundet sich mit seinem Zimmergenossen Harry Osborn an, und wird bald sowohl von seiner Mitstudentin Gwen Stacy als auch der angehenden Schauspielerin Mary Jane Watson umworben. Nachdem Peter und Gwen zusammenkommen, kommt sie im Kampf zwischen Spider-Man und dem grünen Goblin (Harrys kriminellen Vater Norman Osborn) zu Tode (1973). Nach längerer Trauer finden Mary Jane und Peter zueinander, und nachdem sie seine Superheldenidentität akzeptiert, heiraten sie schließlich (1987). Dies wurde aber 2007 durch die Story One More Day rückgängig gemacht. Geblieben sind Peters Karriere als freier Fotograf für den Daily Bugle sowie als Dozent an der Empire State University.
Seit seinem Debüt 1962 ist Peters betagte, herzkranke Tante May Parker seine wichtigste Bezugsperson. Er gibt sich die Schuld am Tod ihres Ehemannes Ben und wagt aber lange Zeit nicht, ihr die Wahrheit über sich zu sagen, da er fürchtet, dass es sie umbringen würde. Erst spät (2002) erfährt Tante May seine Geheimidentität und verzeiht ihm seine Untätigkeit vor Onkel Bens Tode. Ebenfalls seit Anfang der Comics verkauft Peter Fotos von Spider-Man (d. h. sich selbst) an den Spider-Man hassenden Zeitungsboss J. Jonah Jameson. Nachdem Tante May 2009 Jamesons Vater heiratet, ist er ironischerweise Spider-Mans Verwandter.
Innerhalb der Welt von Marvel Comics ist Spider-Man als prototypischer Einzelkämpfer bekannt, der vom Establishment (verkörpert durch J. Jonah Jameson) gehasst, aber von der Bevölkerung geliebt wird. Dies spiegelt sich in seinem inoffiziellen Spitznamen „friendly neighborhood Spider-Man“ (engl.: der freundliche Spider-Man von nebenan, in der deutschen Version die freundliche Spinne aus der Nachbarschaft) wider. Trotzdem ist Spider-Man seit den 1960er-Jahren mit Johnny Storm aus den Fantastischen Vier befreundet (was sich z. T. damit erklären lässt, dass beide damals die einzigen Teenager-Superhelden bei Marvel Comics waren) und ist öfter in Crossovern mit Daredevil und Wolverine zu sehen.
Als Superheld steht Spider-Man einer Reihe von Superschurken gegenüber. Als sein Erzfeind gilt gemeinhin der Grüne Goblin/Grüne Kobold (Norman Osborn), der als erster Bösewicht Peter Parkers Geheimidentität herausfand und seine Freundin Gwen Stacy 1973 in den Tod schickte: Spider-Mans Kampf gegen den Grünen Goblin ist der Kernpunkt des Films Spider-Man. Dieser Status wird durch die zweite Inkarnation des Grünen Goblins (Harry Osborn, Norman Osborns mental instabiler Sohn) verstärkt, gegen den Peter besonders ungern kämpft, da Harry in seiner Zivilidentität sein bester Freund ist. Dieser Zwist war der Fokus des Filmes The Amazing Spider-Man 2: Rise of Electro. Ein weiterer Erzfeind ist Doktor Oktopus, der sein Debüt 1963 machte und historisch einer von Spider-Mans ältesten Gegnern ist. Er war der erste Superschurke, der Spider-Man in einem Kampf besiegte, und ist mit seinen mechanischen Armen ein ebenbürtiger Gegner für Spider-Mans Kraft, Agilität und Kletterfähigkeiten. Spider-Mans Kampf gegen Doktor Oktopus war Fokus des Films Spider-Man 2. Als dritter Erzfeind wird ab den 1990er-Jahren Venom gezählt, der sämtliche von Spider-Mans Kräften hat, und der erste Gegner ist, auf den dessen Spinnensinn nicht reagierte. Der Kampf von Spider-Man gegen Venom war Schwerpunkt des Films Spider-Man 3. Weitere Superschurken, die in Spider-Man-Kinofilmen tragende Rollen spielten, waren Echse (The Amazing Spider-Man) sowie Electro (The Amazing Spider-Man 2: Rise of Electro). Doch Spider-Mans wohl größter Feind ist J. Jonah Jameson, der mit seiner lebenslangen Schmierenkampagne gegen Spider-Man dafür sorgt, dass ihm viele Menschen misstrauen. Seine Fehde gegen Spider-Man war vor allem in den ersten Filmen ein wichtiger Nebenplot.

## Die Welt von Spider-Man
Seit Beginn 1962 lebt Peter Parker / Spider-Man in Queens, New York City bei seiner Tante May Parker und ihrem Mann Ben Parker, der im ersten Spider-Man-Comic von einem Dieb erschossen wird. Über Peters Eltern Mary Parker und Richard Parker ist lange nichts bekannt, erst später erfährt Peter, dass sie Geheimagenten waren, die im Kampf gegen den Nazi-Superschurken Red Skull starben. Innerhalb der Spider-Man-Welt existieren folgende fiktive Orte:
- Daily Bugle: Eine Zeitung unter der Leitung des Spider-Man hassenden Verlegers J. Jonah Jameson, seines besonnenen Assistenten Robbie Robertson, und seiner Sekretärin Betty Brant.
- Midtown High School: Die High School, auf der Peter Parker, Liz Allen und Flash Thompson ihren Schulabschluss holten
- Empire State University: Eine Universität, an der Peter Parker zunächst als Student, später als Dozent arbeitet. Flash spielte in der dortigen Footballmannschaft.
- Oscorp: Der mächtige Chemiekonzern des zwielichtigen Norman Osborn, des Superschurken Grüner Kobold bzw. des Grünen Goblin

Marvel-Comics-Figuren, die auf Spider-Man basieren, sind:
- Scarlet Spider / Ben Reilly (Debüt 1975): Ein Klon von Peter Parker, der zeitweilig während der Klon-Saga dachte, dass er der wahre Spider-Man sei
- Spider-Woman / Jessica Drew (1977): Eine Frau, deren Spinnenkräfte durch Magie und Technik erweckt wurden, und eher bei den Avengers arbeitet
- Spider-Ham / Peter Porker (1983): Das „Spinnenschwein“ aus einer parallelen Dimension, in der alle Marvel-Figuren vermenschlichte Tiere sind
- Spider-Woman / Julia Carpenter (1984): Eine Frau, die ihre Spinnenkräfte aus einem Militärprojekt erwarb
- Venom / Eddie Brock (1988): Ein verbitterter Journalist, der neuer Wirt jenes außerirdischen Symbionten wurde, den Spider-Man in den 1980er-Jahren abstieß
- Carnage / Cletus Kasady (1991): Ein irrer Massenmörder, der ebenfalls vom außerirdischen Symbionten besessen wurde
- Spider-Man 2099 / Miguel O’Hara (1992): Der Spider-Man aus einer alternativen Zukunft
- Kaine Parker (1994): Ein Klon von Peter Parker, der lange Zeit ein Superschurke war, ehe er eher als Antiheld interpretiert wurde
- Steel Spider / Oliver Osnick (1994): Ein pummeliges, von seinem Umfeld gekränktes Wunderkind, das Spider-Man zuerst bekämpft, danach sein Freund wird
- Spider Woman III / Mattie Franklin (1998): Ein Mädchen, welches ihre Kräfte durch Einnahme von Chemikalien aus den Lagern von Norman Osborn bekam
- Spider-Girl / May Parker (1998): Die Tochter von Mary Jane und Peter Parker aus einer alternativen Zukunft
- Araña / Anya Corazon (2004): Die einzige Latina mit Spinnenkräften, und die Einzige, deren Kräfte eher magisch sind
- Spider-Man II / Miles Morales (2011): Der afroamerikanische Nachfolger von Peter Parker im Comic Ultimate Spider-Man
- Silk / Cindy Moon (2014): Es wurde etabliert, dass die radioaktive Spinne, der Peter Parker seine Kräfte verdankt, vor ihrem Tod zusätzlich Cindy Moon biss
- Spider-Woman IV / Gwen Stacy / Spider-Gwen (2014): Nicht Peter Parker, sondern Gwen Stacy ist in einem alternativen Universum von der radioaktiven Spinne gebissen worden.[16]
- Agent Venom / Flash Tompson : Nachdem Venom seinen perfekten Wirt in Flash gefunden hat, bekämpfen sie zusammen Verbrecher und helfen Spider-Man bei S.H.I.E.L.D.
- Iron Spider / Amadeus Cho: Iron Spider besitzt einen Iron Man ähnelnden Anzug, mit welchem er Spider-Man stets zur Seite steht. Außerdem ist er der siebtklügste Mensch auf der Welt.
- Web-Beard: Mit Spider-Man's Aussehen und einem Bart hat dieser Spider-Man-Pirat aus einer parallelen Dimension keine Spinnenkräfte.
- Web-Slinger / Peter Parker: Dieser aus einer parallelen Dimension stammende Spider-Man ist ein Western-Held und bekämpft dort das Verbrechen. Jedoch hat er keine Spinnenkräfte.
- Spider-Knight: Dieser aus einer parallelen Dimension stammende Spider-Man hat keinerlei Spinnenkräfte. Dafür hat er die Ausrüstung eines Ritters und ist äußerst geschickt mit dem Schwert.
- Blood-Spider / Peter Parker: Dieser aus einer parallelen Dimension stammende Spider-Man kämpft gegen Vampire in einem verseuchten New York.
- Wolf-Spider / Peter Parker: Dieser aus einer parallelen Dimension stammende Spider-Man ist extrem bösartig und will die Realitäten zerreißen.
- Spider Noir / Peter Parker: Dieser aus einer parallelen Dimension stammende Spider-Man lebt in einer schwarz-weißen Realität und bekämpft gemeine Gangster wie Hammerhead und Joe Fixit.
- Bone-Spider: Er ist Mitglied der Spider-Slayers und kann Stacheln aus seinem Körper drücken und diese als Waffe verwenden.
- Ghost-Spider: Er ist Mitglied der Spider-Slayers und kann seine Dichte so verändern, dass sein gesamter Körper transparent wird. Des Weiteren kann er sich teleportieren und ist übermenschlich stark.
- Goliath-Spider: Dieses Mitglied der Spider-Slayers kann seinen Körper in Metall verwandeln und hat eine dem Hulk ähnliche Kraft.
- Spider-Girl / Petra Parker: Dieser aus einer parallelen Dimension stammende Spider-Man ist Peter Parker extrem ähnlich. Nur ist diese Spinne weiblich. Doch die Kräfte sind nahezu identisch.

## Figuren in der Welt von Spider-Man

### Unterstützende Personen
Liz Allan: Sie ist auf der Midtown High School eine Mitschülerin von Peter Parker. Sie ist die Freundin von Flash Thompson. Später interessiert sie sich auch für Peter, nachdem er mit Betty Brant zusammenkommt. Als sie mit der High School fertig waren, musste Peter als Spider-Man auf der Zeremonie gegen ihren Stiefbruder, den Molten Man, kämpfen. Jahre später trifft sie als Ehefrau von Harry Osborn Peter, der mittlerweile mit Mary Jane zusammen ist, wieder. Ihre Ehe mit Harry scheitert schließlich wegen seiner wahnsinnigen Neigung zum Grünen Kobold. Liz geht nun eine Affäre mit Daredevils / Matt Murdocks Partner Foggy Nelson ein, verlässt ihn aber auch wieder nach einem Angriff von Mysterio. Nach allem was passiert ist, will sie New York zusammen mit ihrem Sohn Normie Osborn, den sie zusammen mit Harry bekommen hat, verlassen. Erfunden wurde die Figur von Stan Lee und Steve Ditko und ist zuerst in Amazing Fantasy # 15 (August 1962) erschienen. Im Film Spider-Man: Homecoming wird sie von Laura Harrier gespielt.
Black Cat / Felicia Hardy: Sie ist eine Diebin im Katzenkostüm und hilft Spider-Man oft gegen das Böse, außerdem zeigt sie eine besondere Zuneigung zu Spider-Man. Geschaffen wurde die Figur von Marv Wolfman und Keith Pollard, erstmals erschienen in The Amazing Spider-Man # 194 (Juli 1979). Felicity Jones porträtierte Felicia Hardy in The Amazing Spider-Man 2: Rise of Electro.
Betty Brant: Sie arbeitet im Daily Bugle und verliebt sich in Peter Parker. Doch die Liebe endet, nachdem sie anfängt, schlecht über Spider-Man zu denken, weil er mitverantwortlich sei für den Tod ihres Bruders. Später heiratet sie ihren Kollegen Ned Leeds. Fast wird sie vom Sin-Eater getötet, kann aber entkommen. Nachdem sich herausstellt, dass ihr Mann der Bösewicht Hobgoblin ist, wird sie verrückt. Während des Inferno-Events wird sie vom alten Freund Flash Thompson und Spider-Man gerettet, nachdem sie von Spider-Klonen attackiert wurde. Als die Schriftstellerin Debra Whitman schlecht über Spider-Man schreibt, gibt Betty Informationen an die Konkurrenzzeitung Daily Globe preis. Nachdem der Daily Bugle-Chef J. Jonah Jameson einen Herzinfarkt erlitt, hätte Betty wieder eine niedere Rolle in der Zeitung erhalten, aber Peter konnte eine fiktive Verbindung zu Marlon Brando herstellen, was sie wieder interessant machte. Dennoch schreibt sie nun selbstständig einen Weblog und ist mit Flash zusammen. Auch sie ist von Stan Lee und Steve Ditko für The Amazing Spider-Man # 4 (September 1963) erfunden worden. In der Sam Raimi-Spider-Man-Filmreihe wurde sie von Elizabeth Banks dargestellt. Im Film Spider-Man: Homecoming wird sie von Angourie Rice gespielt.
Carlie Cooper: Sie war mit Lily Hollister/Menace und Gwen Stacy befreundet. In der the New York Police Department's Crime Scene Unit ist sie Offizier. Sie findet einen Spider-Tracer und vermutet so auch eine Gruppe von Mördern zu finden: die „Spider-Tracer Killer“. Später muss sie zusammen mit ihrer Partnerin Norah Winters die Stadt vor Doctor Octopus retten. Durch einen magischen Kampf in dem auch Mister Negative involviert ist, erfährt sie, dass ihr Vater nicht der gute Polizist ist, wie sie es immer dachte. Es kommt zu einem Date mit Peter, dieses wird aber gestört, weil der Verbrecher Tombstone angreift. Nach einem Kampf mit Spider-Man kann dieser inhaftiert werden. Die Liebe, die während der Handlung von Spider-Man: Brand New Day begonnen hat, wurde dann, mit Höhen und Tiefen, in Spider-Man: Big Time fortgeführt. Nachdem sie nach den Ereignissen in Spider-Island erfuhr, dass Peter Parker sie belogen hat und dass er Spider-Man ist, verlässt sie ihn. Nachdem Octavios in Dying Wish die Identität von Peter Parker / Spider-Man angenommen hat, konfrontiert dieser Carlie Cooper. Sie wird von einer seiner Tentakel getroffen und muss ins Krankenhaus. Als der neue Bürgermeister Jameson mit Spider-Man Hände schüttelt, merkt sie, dass etwas nicht stimmt und recherchiert nun, was mit dem echten Peter Parker geschehen ist. Sie ist in den Storylines „The Superior Spider-Man“ und „Dead No More: The Clone Conspiracy“ mit verantwortlich, dass Peters Bewusstsein regeneriert wird. Hierzu stellt sie sich ihrer alten Freundin Menace und Goblin King/Norman Osborn. Danach verlässt sie New York. Diese Figur wurde von Dan Slott und Joe Quesada erfunden und erschien zuerst in The Amazing Spider-Man # 545 (Dezember 2007).
Jean DeWolff: DeWolff ist Polizei-Kapitän der New York City Police Departments, was sie trotz schwerer Kindheit schaffte. Sie hat eine Vorliebe für die 1930er. Oft arbeitet sie mit Spider-Man zusammen. Sie wurde später von ihrem Liebhaber Stanley Carter/Sin-Eater getötet. Spider-Man hält ihre Taten weiter hoch. Kreiert wurde sie von Bill Mantlo und Sal Buscema für Marvel Team-Up # 48 (August 1976).
Glory Grant: Sie ist Model und zieht in dasselbe Gebäude, in dem Peter wohnt. Sie werden Freunde und durch ihn erhält Grant einen Job als Sekretärin im Daily Bugle. Nach einer Weile verliebt sie sich in den Kriminellen Eduardo Lobo, der gegen Kingpin kämpft. In einen Kampf Spider-Man gegen die Lobo Brothers, in dem auch Grant konfrontiert ist, erschießt sie Eduardo. Grant ist auch daran beteiligt, das Calypso wieder aufersteht. Als Jameson Bürgermeister von Manhattan wird, ist sie an seiner Seite. Sie quittiert den Job aber wieder, weil Jameson seine Fehde gegen Spider-Man nicht aufgibt. Zuerst geschrieben wurde sie von Gerry Conway und gezeichnet von Ross Andru für The Amazing Spider-Man # 140 (Januar 1975).

## Veröffentlichung in Deutschland
In Deutschland wurde Spider-Man ab Mitte der 1960er bis in die frühen 1970er Jahre zum ersten Mal unter dem Titel Die Spinne im Bildschriftenverlag in der Reihe Hit-Comics in loser Reihenfolge ohne jeden chronologischen Bezug zum US-Original veröffentlicht.
Anschließend wurde die Serie neu und in chronologischer Folge vom Williams Verlag aufgelegt (Nr. 1 von 1974 bis Nr. 137 von 1979). Allerdings ließ auch Williams Lücken entstehen. So erschien beispielsweise die US-Ausgabe #29 von Amazing Spider-Man nicht im Williamsverlag, da bei Marvel USA die Originaldruckvorlagen nicht mehr vorhanden waren. Diese Nummer wurde einfach ausgelassen. Kurioserweise ist genau diese Nummer Inhalt des ersten Comics des BSV: Hit-Comics Nr. 1 von 1966. Danach übernahm Ende der 1970er bis Mitte der 1990er der Condor Verlag die Fortführung der Reihe, der allerdings zu seinem Vorgänger eine größere Lücke ließ. Außerdem wiesen die deutschen Adaptionen des US-Vorbildes durch den Condor-Verlag erhebliche qualitative Unterschiede und inhaltliche Lücken zum US-Original auf. Diese Diskrepanz ließ sich auf teilweise fehlerhafte Übersetzungen, aber auch auf umfangreiche Text- und Bild-Kürzungen zurückführen. Hier war nicht zuletzt das von Condor hauptsächlich verwendete Taschenbuchformat die Ursache. In den USA erschienen die Comics von Spider-Man, wie nahezu alle US-Comics, im größeren Heftformat. Lediglich einige wenige Graphic Novels mit Spider-Man sind mit dem europäischen Comicalbum-Format ansatzweise vergleichbar. Erst Marvel Deutschland, als Dependance des italienischen Panini Verlages gegründet, schloss 1998 die Lücke zwischen Williams und Condor in Form des Heftschubers Das fehlende Jahr (Nr. 137 bis Nr. 150).
Marvel Deutschland veröffentlicht seitdem mittlerweile unter dem Namen Panini Comics ein breites Programm von Marvel Comics, darunter auch die aufwendigen Komplett-Serie von Spider-Man, welche in einzelnen Heftnachdrucken alle Veröffentlichungen der Jahrgänge 1962 (Amazing Fantasy 15) - 1979 in jeweils einem Schuber zusammenfassen. Darin sind auch die zweite erfolgreiche Spider-Man Serie (The Spectacular Spider-Man) sowie Spezialhefte (darunter die Spider-Man Annuals) enthalten. Seit 2005 erschienen die frühen Spider-Man-Comics in korrekter Reihenfolge als Sammelbände unter dem Titel Marvel History: Spider-Man. Die Serie wurde nach 6 Bänden eingestellt.

## Andere Medien

### Serien
Spider-Man hatte mehrere Auftritte im Fernsehen. Die erste Cartoon-Serie wurde 1967 von Ralph Bakshi produziert, mit den Stimmen von Bernard Cowan und später Paul Soles. In Japan gab es in den 1970er-Jahren eine Realfilm-Serie von Spider-Man, bei der er, für Asiatische Filme typisch, einen riesigen Roboter, ähnlich dem der Power Rangers, als Hilfsmittel hatte. Es gab danach Mitte der 80er- und Anfang der 90er-Jahre noch zwei Versuche, die Spider-Man-Realfilmserie wiederzubeleben, die jedoch scheiterten.
Im Gegensatz dazu hat es zahlreiche Spider-Man-Animationsserien gegeben. Die mit Abstand erfolgreichste hierunter war New Spider-Man, die ab 1994 im Auftrag von FOX produziert wurde. Die Geschichte der Serie orientierte sich stärker an der Comicvorlage als jede andere, dennoch gab es entscheidende Unterschiede: FOX übte recht strenge Zensur, wodurch etwa die Erwähnung, geschweige denn die explizite Darstellung des Todes einer Person verboten wurde. So konnte beispielsweise der berühmte und folgenreiche Tod Gwen Stacys keinen Eingang in die Serie finden und allgemein wurden die Wörter „sterben“, „töten“ und Ähnliches – wenn unumgänglich – durch bedeutungsähnliche Wörter wie „zerstören“ zu ersetzen versucht. Auch durften die Kontrahenten in Kämpfen nicht die Fäuste benutzen.
The Spectacular Spider-Man (unter vollem Titel The Spectacular Spider-Man Animated Series) ist eine aktuelle Umsetzung in animierter Form für das amerikanische Fernsehen, entwickelt von Victor Cook und Greg Weisman, mit Erstausstrahlung am 8. März 2008. Vom Stil her basiert diese Version sehr stark auf den originalen Geschichten von Stan Lee und Steve Ditko mit einer ähnlichen Mischung aus Action, dramatischen Momenten, Komik sowie High-School-Leben. Es werden aber auch Elemente aus anderen aktuelleren Umsetzungen genutzt.
Von April 2012 bis Januar 2017 wurde die Serie Der ultimative Spider-Man im englischsprachigen Raum ausgestrahlt, die vom Charakter-Design auf der Ultimate-Version basiert, jedoch von der Story stark abweicht. Zudem ist die Serie von einer durchgehenden Slapstick-Atmosphäre gekennzeichnet, wobei die Ernsthaftigkeit der ursprünglichen Comicserie (besonders die Charakterisierung Spider-Mans durch sein Verantwortungsgefühl) größtenteils verloren geht.
Im Sommer 2017 startete die neue Serie die einfach Spider-Man betitelt ist und ersetzte Der ultimative Spider-Man auf Disney XD. Anfang 2025 startete eine Disney+ Original Serie, die Der freundliche Spider-Man aus der Nachbarschaft heißt.
| Jahr(e)   | Titel | Originaltitel                         | Kommentar                                                       |
| --------- | --- | ------------------------------------- | --------------------------------------------------------------- |
| 1967–1970 | Spider-Man                                                                                                  | Spider-Man                            |                                                                 |
| 1978–1979 | | Supaidâman                            | Japanische Spider-Man Adaption, nicht in Deutschland erschienen |
| 1979–1980 | Spiderwoman                                                                                                 | Spider-Woman                          | Ableger                                                         |
| 1981–1982 | Spider-Man Alternativtitel: Spider-Man 5000                                                                 | Spider-Man                            |                                                                 |
| 1981–1983 | Spider-Man und seine außergewöhnlichen Freunde Alternativtitel: Spider-Man und seine sensationellen Freunde | Spider-Man and his Amazing Friends    | Gemeinsam mit Iceman und Firestar                               |
| 1993–1998 | New Spider-Man                                                                                              | Spider-Man: The Animated Series       |                                                                 |
| 1999–2001 | Spider-Man Unlimited                                                                                        | Spider-Man Unlimited                  |                                                                 |
| 2003      | Spider-Man Alternativtitel: Spider-Man 2003 / Spider-Man The New Animated Series                            | Spider-Man: The New Animated Series   | Fortsetzung des Kinofilms Spider-Man                            |
| 2008–2009 | The Spectacular Spider-Man                                                                                  | The Spectacular Spider-Man            |                                                                 |
| 2012–2017 | Der ultimative Spider-Man                                                                                   | Ultimate Spider-Man                   |                                                                 |
| 2013–2019 | Avengers – Gemeinsam unbesiegbar                                                                            | Avengers Assemble                     | Nebenrolle                                                      |
| 2017–2020 | Spider-Man                                                                                                  | Spider-Man                            | Zeichentrickserie auf Disney XD                                 |
| 2021–     | Spidey und seine Super-Freunde                                                                              | Spidey and His Amazing Friends        | Zeichentrickserie                                               |
| 2025–     | Der freundliche Spider-Man aus der Nachbarschaft                                                            | Your Friendly Neighborhood Spider-Man | Zeichentrickserie auf Disney+                                   |

### Verfilmungen
Im Jahre 1973 wurde der Film 3 dev adam ohne Genehmigung Marvels produziert. In diesem Film spielt Spider-Man den Bösewicht und kämpft gegen Captain America und Santo. Von 1978 bis 1979 wurde die Fernsehserie The Amazing Spider-Man mit Nicholas Hammond in der Hauptrolle produziert. Drei Doppelfolgen dieser Serie wurden in Deutschland als Kinofilme gezeigt und vermarktet.
Mit dem Kinofilm Spider-Man, der 2002 in die Kinos kam, feierte Spider-Man seinen bis dahin größten Popularitätszuwachs. Die Verfilmung von Regisseur Sam Raimi mit Tobey Maguire in der Hauptrolle nahm sich zwar einige Freiheiten, wurde aber vom breiten Publikum dennoch euphorisch aufgenommen. Bis August 2002 spielte der Film weltweit 807 Mio. US-Dollar ein.
Die Fortsetzung Spider-Man 2 erschien 2004 und war mit einem weltweiten Einspielergebnis von 771 Mio. US-Dollar ebenfalls außerordentlich erfolgreich. Der Film gewann den Oscar für die besten visuellen Effekte.
Spider-Man 3 startete am 1. Mai 2007 in Deutschland, drei Tage vor dem US-amerikanischen Start, nachdem er zuvor am 17. April 2007 seine Weltpremiere in Japan gefeiert hatte. Er erreichte ein weltweites Einspielergebnis von 890,5 Mio. US-Dollar, was ihn zum erfolgreichsten Teil der Trilogie macht und ohne Inflationsbereinigung auf Platz 22 der Liste der erfolgreichsten Filme beförderte. Mit einem Budget von 258 Millionen US-Dollar war er der bis dahin teuerste Kinofilm.
Der Start der Dreharbeiten zu Spider-Man 4 wurde zunächst wegen Streitigkeiten über das Drehbuch verzögert.
Schließlich stoppte Sony die Produktion komplett und verzichtet von nun an auf die Besetzung Tobey Maguire, Kirsten Dunst und Regisseur Sam Raimi. Zukünftige Spider-Man-Filme sollen die Hauptfigur wieder als High-School-Schüler zeigen. The Amazing Spider-Man feierte am 28. Juni 2012 Premiere, mit Marc Webb als Regisseur und Andrew Garfield in der Hauptrolle als Peter Parker. Am 3. Juli 2014 erschien das Sequel The Amazing Spider-Man 2: Rise of Electro. Nachdem der Film hinter den finanziellen Erwartungen zurückblieb, vereinbarten Sony und Disney, Spider-Man runderneuert in das Marvel Cinematic Universe einzuführen. Tom Holland bekleidete erstmals im 2016 erschienenen The First Avenger: Civil War die Rolle des Spider-Man, bevor er 2017 in einem Solo-Film unter der Regie von Jon Watts in die Rolle zurückkehrte. Auch im Film Avengers: Infinity War war er wieder als Spider-Man zu sehen.
| Jahr                       | Titel                                     | Originaltitel                       | Regisseur                                           | Spider-Man-Darsteller | Einspielergebnis          | Anmerkung                                                              |
| Deutsche Serienauswertung  | Deutsche Serienauswertung                 | Deutsche Serienauswertung           | Deutsche Serienauswertung                           | Deutsche Serienauswertung | Deutsche Serienauswertung | Deutsche Serienauswertung                                              |
| -------------------------- | ----------------------------------------- | ----------------------------------- | --------------------------------------------------- | --- | ------------------------- | ---------------------------------------------------------------------- |
| 1977                       | Spider-Man – Der Spinnenmensch            | The Amazing Spider-Man              | Abhängig von den Episoden                           | Nicholas Hammond |                           | Auskoppelungen der Fernsehserie                                        |
| 1978                       | Spider-Man schlägt zurück                 | The Amazing Spider-Man              | Abhängig von den Episoden                           | Nicholas Hammond |                           | Auskoppelungen der Fernsehserie                                        |
| 1981                       | Spider-Man gegen den gelben Drachen       | The Amazing Spider-Man              | Abhängig von den Episoden                           | Nicholas Hammond |                           | Auskoppelungen der Fernsehserie                                        |
| Spider-Man-Trilogie        |                                           |                                     |                                                     | |                           |                                                                        |
| 2002                       | Spider-Man                                | Spider-Man                          | Sam Raimi                                           | Tobey Maguire | $ 825.025.036             |                                                                        |
| 2004                       | Spider-Man 2                              | Spider-Man 2                        | Sam Raimi                                           | Tobey Maguire | $ 788.976.453             |                                                                        |
| 2007                       | Spider-Man 3                              | Spider-Man 3                        | Sam Raimi                                           | Tobey Maguire | $ 894.983.373             |                                                                        |
| The Amazing Spider-Man     |                                           |                                     |                                                     | |                           |                                                                        |
| 2012                       | The Amazing Spider-Man                    | The Amazing Spider-Man              | Marc Webb                                           | Andrew Garfield | $ 757.930.663             |                                                                        |
| 2014                       | The Amazing Spider-Man 2: Rise of Electro | The Amazing Spider-Man 2            | Marc Webb                                           | Andrew Garfield | $ 708.982.323             |                                                                        |
| Marvel Cinematic Universe  |                                           |                                     |                                                     | |                           |                                                                        |
| 2016                       | The First Avenger: Civil War              | Captain America: Civil War          | Anthony und Joe Russo                               | Tom Holland | $ 1.153.337.496           | Nebenrolle                                                             |
| 2017                       | Spider-Man: Homecoming                    | Spider-Man: Homecoming              | Jon Watts                                           | Tom Holland | $ 880.166.924             |                                                                        |
| 2018                       | Avengers: Infinity War                    | Avengers: Infinity War              | Anthony und Joe Russo                               | Tom Holland | $ 2.048.359.754           | Nebenrolle                                                             |
| 2019                       | Avengers: Endgame                         | Avengers: Endgame                   | Anthony und Joe Russo                               | Tom Holland | $ 2.797.501.328           | Nebenrolle                                                             |
| 2019                       | Spider-Man: Far From Home                 | Spider-Man: Far From Home           | Jon Watts                                           | Tom Holland | $ 1.131.927.996           |                                                                        |
| 2021                       | Spider-Man: No Way Home                   | Spider-Man: No Way Home             | Jon Watts                                           | Tom Holland, Andrew Garfield & Tobey Maguire                                                                                            | $ 1.690.991.602           |                                                                        |
| Spider-Verse               |                                           |                                     |                                                     | |                           |                                                                        |
| 2018                       | Spider-Man: A New Universe                | Spider-Man: Into the Spider-Verse   | Bob Persichetti, Peter Ramsey und Rodney Rothman    | mehrere Spider-Man-Sprecher u. a. Shameik Moore, Chris Pine, Hailee Steinfeld, Jake Johnson, Nicolas Cage und Issa Rae als Spider-Woman | $ 375.540.831             | Animationsfilm                                                         |
| 2023                       | Spider-Man: Across the Spider-Verse       | Spider-Man: Across the Spider-Verse | Joaquim Dos Santos, Kemp Powers, Justin K. Thompson | u. a. Shameik Moore, Hailee Steinfeld, Oscar Isaac                                                                                      |                           | Animationsfilm                                                         |
| Sony’s Spider-Man Universe |                                           |                                     |                                                     | |                           |                                                                        |
| 2021                       | Venom: Let There Be Carnage               | Venom: Let There Be Carnage         | Andy Serkis                                         | Tom Holland | $ 501.981.167             | Spider-Man ist während der Post-Credit-Szene nur im Fernsehen zu sehen |

### Manga
Ein Spider-Man-Manga wurde von Ryoichi Ikegami umgesetzt und erstmalig vom Januar 1970 bis September 1971 im japanischen Shōnen Magazine veröffentlicht.
In der Geschichte wird der japanische Schüler Yo Komori während eines von ihm abgehaltenen Experiments von einer Spinne gebissen, die der Strahlung von eben diesem Experiment ausgesetzt war. Nun besitzt der zuvor unsportliche Schüler übermenschliche körperliche Fähigkeiten und kann wie eine Spinne an Wänden und Zimmerdecken herumkrabbeln. Auch entwickelt er sich ein eigenes Netz, um damit auf Verbrecherjagd zu gehen.
Wie im Originalcomic lebt der Hauptakteur bei seiner Tante und liefert Fotos bei einem Zeitungsverleger ab, der einen Groll gegen Spider-Man hegt. Auch Gegner Spider-Mans wurden für den Manga verwendet wie zum Beispiel Electro, die Echse, Kangaroo und Mysterio, wobei deren Hintergrundgeschichte etwas verändert wurde. So ist Electro hier in Wirklichkeit der Bruder von Spider-Mans Freundin. Auch spielt der Manga nicht in New York, sondern in Tokio.

### Weitere Adaptionen
Im Jahr 2010 startete das Musical Spider-Man: Turn Off the Dark mit Musik von Bono und The Edge sowie Reeve Carney in der Hauptrolle am Broadway.
Spider-Man 2: The Sinister Six ist ein Computerspiel, das auf dem Superhelden basiert.

## Philatelistisches
Mit dem Erstausgabetag 7. Juli 2022 gab die Deutsche Post AG anlässlich des 60-jährigen Bestehens von Spider Man ein Sonderpostwertzeichen im Nennwert von 85 Eurocent heraus. Der Entwurf stammt von Thomas Steinacker.